# Matt Orr
Matt Orr (en chino tradicional, 安永佳; Hong Kong; 1 de enero de 1997) es un futbolista de Hong Kong que juega en las posiciones de delantero centro y extremo con el Shenzhen Peng City de la Superliga China desde el año 2024.

## Carrera

### Universitario
| Periodo   | Club               | Apariciones | Goles |
| --------- | ------------------ | ----------- | ----- |
| 2016–2018 | San Francisco Dons | 41          | 4     |
| 2019      | Syracuse Orange    | 16          | 0     |

### Profesional
| Periodo   | Club                   |
| --------- | ---------------------- |
| 2020–2022 | Kitchee SC             |
| 2022–2023 | Guangxi Pingguo Haliao |
| 2024–     | Shenzhen Peng City     |

### Selección nacional
Ha estado en el proceso de selecciones nacionales de Hong Kong desde la categoría sub-19 y participó en los Juegos Asiáticos de 2018.
Orr fue convocado para los partidos de la clasificación de AFC para la Copa Mundial de Fútbol de 2022 ante Irán, Irak y Baréin. Debutó ante Irán el 3 de junio de 2021, partido en el que anotó su primer gol internacional.
Orr fue uno de los refuerzos mayores de 23 años para los Juegos Asiáticos de 2022 en Hangzhou, China. En el torneo Orr anotó ante Palestina en la segunda ronda 16, alcanzando la ronda de cuartos de final por primera vez desde 1958.
El 26 de diciembre de 2023 Orr fue convocado para jugar en la Copa Asiática 2023.

## Logros

### Club
- Hong Kong Premier League: 2019–20, 2020–21
- Hong Kong Sapling Cup: 2019–20

### Individual
- Jugador del mes en la China League One: Junio 2023[9]